# Leptogaster pachypygialis
Leptogaster pachypygialis là một loài ruồi trong họ Asilidae. Leptogaster pachypygialis được Engel miêu tả năm 1925. Loài này phân bố ở vùng Cổ Bắc giới.